# Ministères québécois
Les ministères québécois sont les institutions du gouvernement du Québec par lesquels les membres du Conseil exécutif remplissent leurs offices dans l'administration publique. Ils sont administrés par un ministre titulaire, qui peut être secondé par un ou des ministres adjoints, appelés ministres délégués ou ministres responsables, et dirigés par un sous-ministre.
Les ministères québécois sont constitués par la Loi sur les ministères (RLRQ, chapitre M-34), alors que le Conseil exécutif du Québec est formé en vertu de la Loi sur l'exécutif (RLRQ, c. E-18). Ainsi donc, il convient de distinguer les titres ministériels désignant proprement les titulaires de ministères de ceux désignant les fonctions de membres du Conseil. Car, quels que soient les titres sous lesquels se présentent les membres du Conseil, chacun des ministres titulaires porte obligatoirement le titre qui lui est conféré par la Loi sur les ministères.
Le siège des ministères est généralement situé sur la colline parlementaire de Québec,,.

## Liste
Le tableau suivant répertorie les ministères du gouvernement du Québec, les titulaires de charges ministérielles ainsi que les sièges des ministères.
| Ministère                                                               | Ministres | Siège                                           |
| ----------------------------------------------------------------------- | --- | ----------------------------------------------- |
| Conseil exécutif                                                        | François Legault (Premier ministre) (L'Assomption) Geneviève Guilbault (Vice-première ministre) (Louis-Hébert) Sonia LeBel (Ministre responsable de l'Administration gouvernementale et présidente du Conseil du trésor) (Champlain) Ian Lafrenière (Ministre responsable des Relations avec les Premières Nations et les Inuit) (Vachon) Jonatan Julien (Ministre responsable des Infrastructures, Ministre responsable de la région de la Capitale-Nationale) (Charlesbourg) | 875, Grande Allée Est Québec (Québec)           |
| Transports et Mobilité durable                                          | Geneviève Guilbault (Ministre des Transports et de la Mobilité durable) (Louis-Hébert) | 700, boul. René-Lévesque E. Québec (Québec)     |
| Finances                                                                | Eric Girard (Ministre des Finances) (Groulx) | 12, rue Saint-Louis Québec (Québec)             |
| Justice                                                                 | Simon Jolin-Barrette (Ministre de la Justice, Procureur général du Québec) (Borduas) | 1200, route de l'Église Québec (Québec)         |
| Économie, Innovation et Énergie                                         | Pierre Fitzgibbon (Ministre de l'Économie, de l'Innovation et de l'Énergie, Ministre responsable du Développement économique régional, Ministre responsable de la Métropole et la région de Montréal) (Terrebonne) Christopher Skeete (Ministre délégué à l'Économie, Ministre responsable de la Lutte contre le racisme, Ministre responsable de la région de Laval) (Sainte-Rose)                                                                                            | 710, place d'Youville Québec (Québec)           |
| Santé et Services sociaux                                               | Christian Dubé (Ministre de la Santé) (La Prairie) Lionel Carmant (Ministre responsable des Services sociaux) (Taillon) Sonia Bélanger (Ministre déléguée à la Santé et aux Aînés) (Prévost) | 1075, chemin Sainte-Foy Québec (Québec)         |
| Environnement, Lutte contre les changements climatiques, Faune et Parcs | Benoit Charette (Ministre de l’Environnement, de la Lutte contre les changements climatiques, de la Faune et des Parcs, Ministre responsable de la région des Laurentides) (Deux-Montagnes) | 675, boul. René-Lévesque Est Québec (Québec)    |
| Éducation                                                               | Bernard Drainville (Ministre de l'Éducation, Ministre responsable de la région de la Chaudière-Appalaches) (Lévis) Isabelle Charest (Ministre responsable du Sport, du Loisir et du Plein air) (Brome-Missisquoi) | 1035, rue De La Chevrotière Québec (Québec)     |
| Enseignement Supérieur                                                  | Pascale Déry (Ministre de l'Enseignement supérieur) (Repentigny) | 1035, rue De La Chevrotière Québec (Québec)     |
| Immigration, Francisation et Intégration                                | Christine Fréchette (Ministre de l'Immigration, de la Francisation et de l'Intégration) (Sanguinet) | 360, rue McGill Montréal (Québec)               |
| Langue française                                                        | Jean-François Roberge (Ministre de la Langue française, Ministre responsable des Relations canadiennes et de la Francophonie canadienne, Ministre responsable des Institutions démocratiques, Ministre responsable de l'Accès à l'information et de la Protection des renseignements personnels, Ministre responsable de la Laïcité) (Chambly) | 800, place d'Youville Québec (Québec)           |
| Culture et Communications                                               | Mathieu Lacombe (Ministre de la Culture et des Communications, Ministre responsable de la Jeunesse, Ministre responsable de la région de l'Abitibi-Témiscamingue et de la région de l'Outaouais) (Papineau) | 225, Grande Allée Est Québec (Québec)           |
| Agriculture, Pêcheries et Alimentation                                  | André Lamontagne (Ministre de l’Agriculture, des Pêcheries et de l’Alimentation, Ministre responsable de la région du Centre-du-Québec) (Johnson) | 200, chemin Sainte-Foy Québec (Québec)          |
| Affaires municipales et Habitation                                      | Andrée Laforest (Ministre des Affaires municipales, Ministre responsable de la région du Saguenay–Lac-Saint-Jean) (Chicoutimi) France-Élaine Duranceau (Ministre responsable de l'Habitation) (Bertrand) | 10, rue Pierre-Olivier-Chauveau Québec (Québec) |
| Sécurité publique                                                       | François Bonnardel (Ministre de la Sécurité publique, Ministre responsable de l'Estrie) (Granby) | 2525, boul. Laurier Québec (Québec)             |
| Emploi et Solidarité sociale                                            | Kateri Champagne Jourdain (Ministre de l’Emploi, Ministre responsable de la région de la Côte-Nord) (Duplessis) Chantal Rouleau (Ministre responsable de la Solidarité sociale et de l'Action communautaire) (Pointe-aux-Trembles) | 425, rue Saint-Amable Québec (Québec)           |
| Tourisme                                                                | Caroline Proulx (Ministre du Tourisme, Ministre responsable de la région de Lanaudière) (Berthier) | 900, boul. René-Lévesque Est Québec (Québec)    |
| Famille                                                                 | Suzanne Roy (Ministre de la Famille, Ministre responsable de la région de la Montérégie) (Verchères) | 425, rue Saint-Amable Québec (Québec)           |
| Ressources naturelles et Forêts                                         | Maïté Blanchette Vézina (Ministre des Ressources naturelles et des Forêts, Ministre responsable de la région du Bas-Saint-Laurent et de la région de la Gaspésie–Îles-de-la-Madeleine) (Rimouski) | 5700, 4e Avenue Ouest Québec (Québec)           |
| Travail                                                                 | Jean Boulet (Ministre du Travail, Ministre responsable de la région de la Mauricie et de la région du Nord-du-Québec) (Trois-Rivières) | 425, rue Saint-Amable Québec (Québec)           |
| Relations internationales et Francophonie                               | Martine Biron (Ministre des Relations internationales et de la Francophonie, Ministre responsable de la Condition féminine) (Chutes-de-la-Chaudière) | 525, boul. René-Lévesque Est Québec (Québec)    |
| Cybersécurité et Numérique                                              | Éric Caire (Ministre de la Cybersécurité et du Numérique) (La Peltrie) | 900, place d'Youville Québec (Québec)           |

## Ministres sans portefeuille
Il incombe aux ministres québécois une charge ministérielle impliquant la direction d'un ministère constitué conformément à la Loi sur les ministères. Néanmoins, certains objectifs gouvernementaux requièrent une plus grande attention ou un nombre plus important d'interventions dans certains domaines de l'action gouvernementale. Il devient donc loisible au premier ministre d'adjoindre aux ministres titulaires d'un ministère les services d'un autre ministre dit « ministre délégué » ou « ministre responsable ». Ces deux dernières catégories de ministres ne dirigent pas à proprement parler un ministère, mais assistent généralement le ministre titulaire d'un ministère dans la réalisation des objectifs fixés par le gouvernement. Par exemple, le ministre de la Santé et des Services sociaux peut être assisté par un ministre délégué à la Santé et aux Services sociaux ou encore un ministre délégué à la Santé publique.

### Secrétariats
Toutefois certains ministres adjoints – généralement des ministres responsables – jouissent d'une plus grande indépendance, et même s'ils relèvent d'un ministre titulaire, sont chargés d'un secrétariat, un organisme de l'administration publique québécoise œuvrant dans un domaine d'intervention bien précis, mais ne bénéficiant pas de la structure administrative habituelle d'un ministère. Leur envergure est généralement plus limitée. Par exemple, un ministre responsable des Affaires autochtones est depuis longtemps nommé par chaque premier ministre du Québec pour être chargé du Secrétariat aux affaires autochtones. 